# Рудольф (Огайо)
Рудольф (англ. Rudolph) — переписна місцевість (CDP) в США, в окрузі Вуд штату Огайо. Населення — 415 осіб (2020).

## Географія
Рудольф розташований за координатами 41°17′47″ пн. ш. 83°39′50″ зх. д. / 41.29639° пн. ш. 83.66389° зх. д. (41.296513, -83.664001).  За даними Бюро перепису населення США в 2010 році переписна місцевість мала площу 2,12 км², уся площа — суходіл.

## Демографія
Згідно з переписом 2010 року, у переписній місцевості мешкало 458 осіб у 170 домогосподарствах у складі 118 родин. Густота населення становила 216 осіб/км².  Було 183 помешкання (86/км²).
Расовий склад населення:
| - 90,0 % — білих - 0,2 % — корінних американців - 3,7 % — осіб інших рас |

До двох чи більше рас належало 6,1 %. Частка іспаномовних становила 9,0 % від усіх жителів.
За віковим діапазоном населення розподілялося таким чином: 30,3 % — особи молодші 18 років, 61,2 % — особи у віці 18—64 років, 8,5 % — особи у віці 65 років та старші. Медіана віку мешканця становила 33,7 року. На 100 осіб жіночої статі у переписній місцевості припадало 109,1 чоловіків;  на 100 жінок у віці від 18 років та старших — 108,5 чоловіків також старших 18 років.
Середній дохід на одне домашнє господарство  становив 58 453 долари США (медіана — 36 324), а середній дохід на одну сім'ю — 72 707 доларів (медіана — 28 750). Медіана доходів становила 33 750 доларів для чоловіків та 36 576 доларів для жінок. За межею бідності перебувало 5,9 % осіб, у тому числі 0,0 % дітей у віці до 18 років та 9,8 % осіб у віці 65 років та старших.
Цивільне працевлаштоване населення становило 167 осіб. Основні галузі зайнятості: виробництво — 54,5 %, роздрібна торгівля — 15,0 %, освіта, охорона здоров'я та соціальна допомога — 12,6 %.